# Лорікет буруйський
Лоріке́т буруйський (Charmosynopsis toxopei) — вид папугоподібних птахів родини Psittaculidae. Ендемік Індонезії. Вид названий на честь нідерландського зоолога Ламбертіуса Йоханнеса Токсопеуса.

## Опис
Довжина птаха становить 16 см. Довжина крила становить 83—90 мм, хвоста 65—77 мм, дзьоба 12—13 мм, цівки 11—12 мм. У самців верхня частина тіла зелена, груди жовтувато-зелені. Обличчя, щоки і скроні яскраво-зелені, лоб зелений, передня частина тімені блідо-блакитна. На нижній стороні махових пер є жовтувата смуга, нижня сторона хвоста жовтувата. На базальній половині внутрішніх опахал чотирьох крайніх стернових пер є червоні клиноподібні плями. У самиць блакитна пляма на голові менш виражена, а смуга на махових перах більш яскраво-жовта. Молоді птахи мають більш темне і менш яскраве забарвлення.

## Поширення і екологія
Буруйські лорікети є ендеміками острова острові Буру в архіпелазі Молуккських островів. Вони живуть у вологих гірських тропічних лісах, на висоті до 1300 м над рівнем моря, а під час сезонів посухи з березня по квітень і з серпня по листопад мігрують у долини, досягаючи рівня моря. Зустрічаються парами або зграйками до 10 птахів. Живляться пилком і нектаром.

## Збереження
МСОП класифікує цей вид як такий, що перебуває на межі зникнення. За оцінками дослідників, популяція буруйських лорікетів становить від 30 до 400 птахів. Їм загрожують знищення природного середовища і зміни клімату.